# Салвадорский карнавал

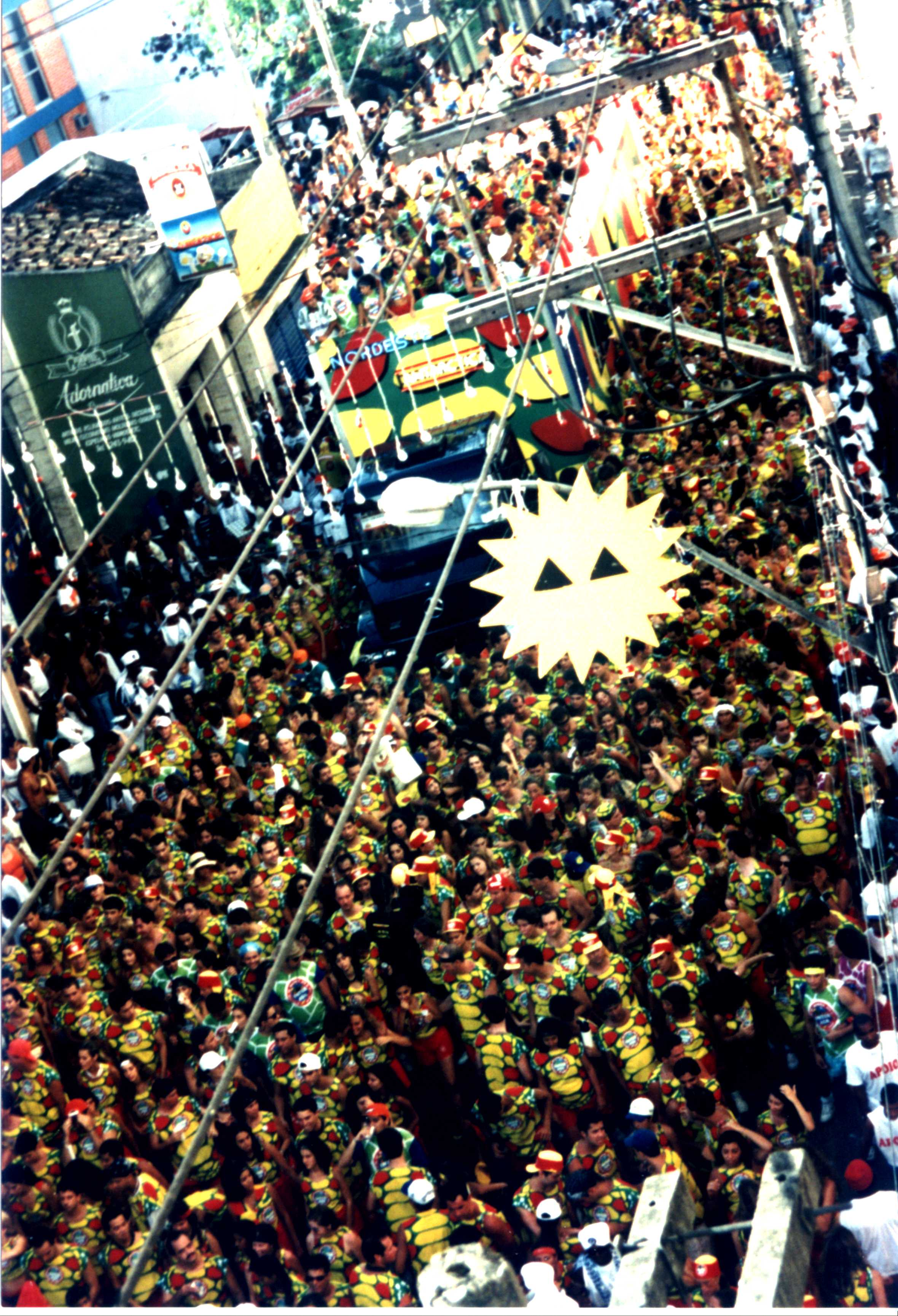
Карнавал в Салвадоре, 1997

Карнава́л в го́роде Салвадо́р-да-Ба́ия считается самым большим уличным карнавалом в мире. По размерам мероприятия он превосходит карнавал в Рио-де-Жанейро. Праздник начинается вечером в последний четверг перед Пепельной Средой в городе Баия и продолжается шесть суток. Рекламный слоган для этого мероприятия — «Баия: самая большая вспышка радости» (порт. Bahia: maior explosão de alegria).
Праздник начинается после того, как мэр Салвадора передаёт ключ от города Толстому Королю Момо (порт. Rei Momo), королю карнавала. Затем полтора миллиона человек стекаются по улицам города — и так до самой Пепельной Среды. Полиция перекрывает улицы, по которым проходит карнавальное шествие, на протяжении 19 километров, как на набережной, так и в центре города. Через весь город проезжает большой грузовик с громкоговорителями (т.н. электрические трио, порт. Trios elétricos) величиной с контейнер. На этом грузовике установлена сцена с музыкальной группой, за которой следуют её поклонники, приплясывая в такт музыки. В качестве приглашённых групп были многие музыканты, среди которых Olodum, Daniela Mercury, Timbalada и Ivete Sangalo.
Второе шествие проходит через узкие улочки старого города, в районе Pelourinho.